# Iwona Surmik
Iwona Surmik (ur. w Sosnowcu) – polska pisarka fantasy.
Autorka opowiadań fantastycznych i humoresek publikowanych w Feniksie, Science Fiction, NOLu, Ultramarynie i fanzinach. Debiutowała w 2000 roku w Feniksie humoreską Klient. Powieść fantasy Talizman złotego smoka to jej debiut książkowy.

## Twórczość
Ostatni smok był nominowany w 2006 roku do Nagrody Fandomu Polskiego im. Janusza A. Zajdla.

### Powieści

#### Albana / Dylogia o Albanie
- Talizman złotego smoka (Runa, listopad 2002)[2]
- Smoczy pakt (Runa 2004)[3]

#### Pozostałe powieści
- Ostatni smok (Runa 2005)[4]

### Opowiadania
- „Klient” (Fenix, 5/2000)
- „Vernisage” (Nieoficjalny Obiekt Literacki, 12/2000)
- „Ślepy płomień” (Fenix, 1/2001)
- „Praca dyplomowa” (Nieoficjalny Obiekt Literacki, 4/2001)
- „Amerykanin, Rosjanin i Polak...” (Nieoficjalny Obiekt Literacki, 4/2001)
- „Stokrotka” (Ultramaryna, 9/2001)
- „Iskierka” (Nieoficjalny Obiekt Literacki, 9/2001)
- „Zrękowiny” (Science Fiction, 7/2001)
- „Albana” (Informator Polconu, 2001)
- „Księżycowa panna” (Informator Polconu, 2002)
- „Łzy smoka” (Antologia „Księga smoków”, Runa 2006)[5]
- „Szkic w czerni i szkarłacie (Antologia „Księga strachu”, Runa 2007)[6].